# Dalry (North Ayrshire)
Dalry, schottisch-gälisch: Dail Ruighe, ist eine Stadt in der schottischen Council Area North Ayrshire.

## Geographie
Dalry ist eine Kleinstadt im Zentrum von North Ayrshire. Sie liegt im Tal des Flusses Garnock, an dessen Nordufer etwa elf Kilometer nördlich von Irvine und 33 Kilometer südwestlich von Glasgow. Direkt nördlich mündet das Rye Water und südlich das Caaf Water in den Garnock. Die nächstgelegenen Städte sind Kilwinning im Süden sowie Beith und Kilbirnie im Nordosten.

## Geschichte
Der Name Dalry leitet sich von gälisch Dail-Righ ab und bedeutet „königliche Ländereien“. Tatsächlich befanden sich die Ländereien, auf denen die ersten Häuser der Ortschaft gebaut wurden, früher in königlichem Besitz. Dies schlug sich auch in der heute noch gängigen Lagebezeichnung Croftangry (von gälisch Croftanrigh: „Königsfeld“) nieder.
Dalry dehnte sich zunächst nur langsam aus. So wurden im Jahre 1700 dort nur sechs Wohngebäude gezählt. Im Zuge der Industrialisierung siedelten sich sukzessive Betriebe aus den Bereichen Textil, Eisenverarbeitung und Maschinenbau in Dalry an. Um 1800 lebten bereits rund 800 Personen in der Ortschaft. Bis 1861 hatte sich die Einwohnerzahl auf 4232 vervierfacht. Neunzig Jahre später lebten noch 4024 Personen in Dalry. Nach 5857 im Jahre 1981 sank die Einwohnerzahl wieder auf 5398 im Jahre 2001 ab. Bei Zensuserhebung 2011 lebten 5657 Personen in Dalry. In den 1980er Jahren wurde eine Fabrik zur Produktion von Lebensmittelzusatzstoffen und -farbstoffen in Dalry eröffnet.

## Verkehr
Dalry ist durch die A737, die Irvine und Paisley verbindet, an das Fernstraßennetz angeschlossen. Im 19. Jahrhundert wurde die Stadt an das Eisenbahnnetz angeschlossen. Sie besaß mit Dalry und Dalry Junction zwei Bahnhöfe, welche von der Glasgow and South Western Railway entlang der Dalry and North Johnstone Line und der Glasgow, Paisley, Kilmarnock and Ayr Railway bedient wurden. Der heute noch in Betrieb befindliche Bahnhof Dalry wird von der Ayrshire Coast Line der First ScotRail angefahren. Der internationale Flughafen von Glasgow liegt rund 26 km nordöstlich.

## Sehenswürdigkeiten
In der Umgebung von Dalry befinden sich zwei denkmalgeschützte Herrenhäuser. Beide sind in die höchste schottische Denkmalkategorie A einsortiert. Das südöstlich gelegene Blair House geht auf ein Tower House aus dem 16. Jahrhundert zurück, das im Laufe der Jahrhunderte mehrfach erweitert wurde. Das östlich gelegene Swindridgemuir wurde wahrscheinlich nach einem Entwurf von David Hamilton um 1815 errichtet.

## Söhne und Töchter der Stadt
- James Dunlop (1793–1848), Astronom
- William Gibson Sloan (1838–1914), Evangelist und Erweckungsprediger
- William Donald Patrick, (1889–1967) britischer Richter am Court of Session und des Internationalen Militärgerichtshof für den Fernen Osten
- Dan Aitken (1882–1951), Fußballspieler
- Tommy Lawrence (1940–2018), Fußballtorwart
- Ben Doak (* 2005), Fußballspieler